# Tokugava Iejasu
Tokugava Iejasu (pokrajina Mikawa, 31. siječnja 1543. — dvorac Sumpu, 1. lipnja 1616.) bio je osnivač i prvi šogun dinastije Tokugawa, koja je vladala Japanom od bitke kod Sekigahare (1600.) do Restauracije Meiji (1868.). Iejasu je prigrabio vlast 1600., postao šogun 1603., povukao se s položaja 1605., ali je ostao na vlasti do smrti.
Iejasu je jedan od tri čovjeka zaslužna za ujedinjenje srednjovjekovnog Japana. Druga dvojica su bili njegovi suvremenici i vojskovođe Oda Nobunaga i Tojotomi Hidejoši. Iejasu se isprva vezao uz Nobunagu kako bi prebrodio opći rat u Japanu tog doba i polako izgradio svoj posjed. U 1580-ima je postao važan daimyo, vladar plodnog i mnogoljudnog hana (posjeda). 
Kad je Nobunaga umro, Iejasu je ponudio svoje usluge Hidejošiju, koji je širio vlast nad jugozapadnim Japanom. U međuvremenu je osnažio svoje vazalske snage i povećao gospodarsku moć svojih posjeda. Kad je Hidejoši u 1590-ima pošao u katastrofalne pohode protiv Koreje, Iejasu ga nije slijedio, nego je osigurao položaj u zemlji. 
Po Hidejošijevoj smrti, Iejasu je imao najveću i najpouzdaniju vojsku, kao i najproduktivnije i najbolje ustrojene posjede u Japanu. U bitkama je pobijedio sve suparnike, kojima je zatim oduzeo zemlju i dao im nove posjede daleko od japanskih središta, koja su uglavnom postala njegovo vlasništvo. Dobio je naslov šoguna i dvije godine kasnije prenio ga na svojeg sina, pa je tako šogunat postao nasljedna titula dinastije Tokugawa.